# Varniai
Varniai ( escoltar (?·pàg.)) és una ciutat del districte municipal de Telšiai en el comtat homònim (Lituània).Està situada al costat del llac de Lūkstas.

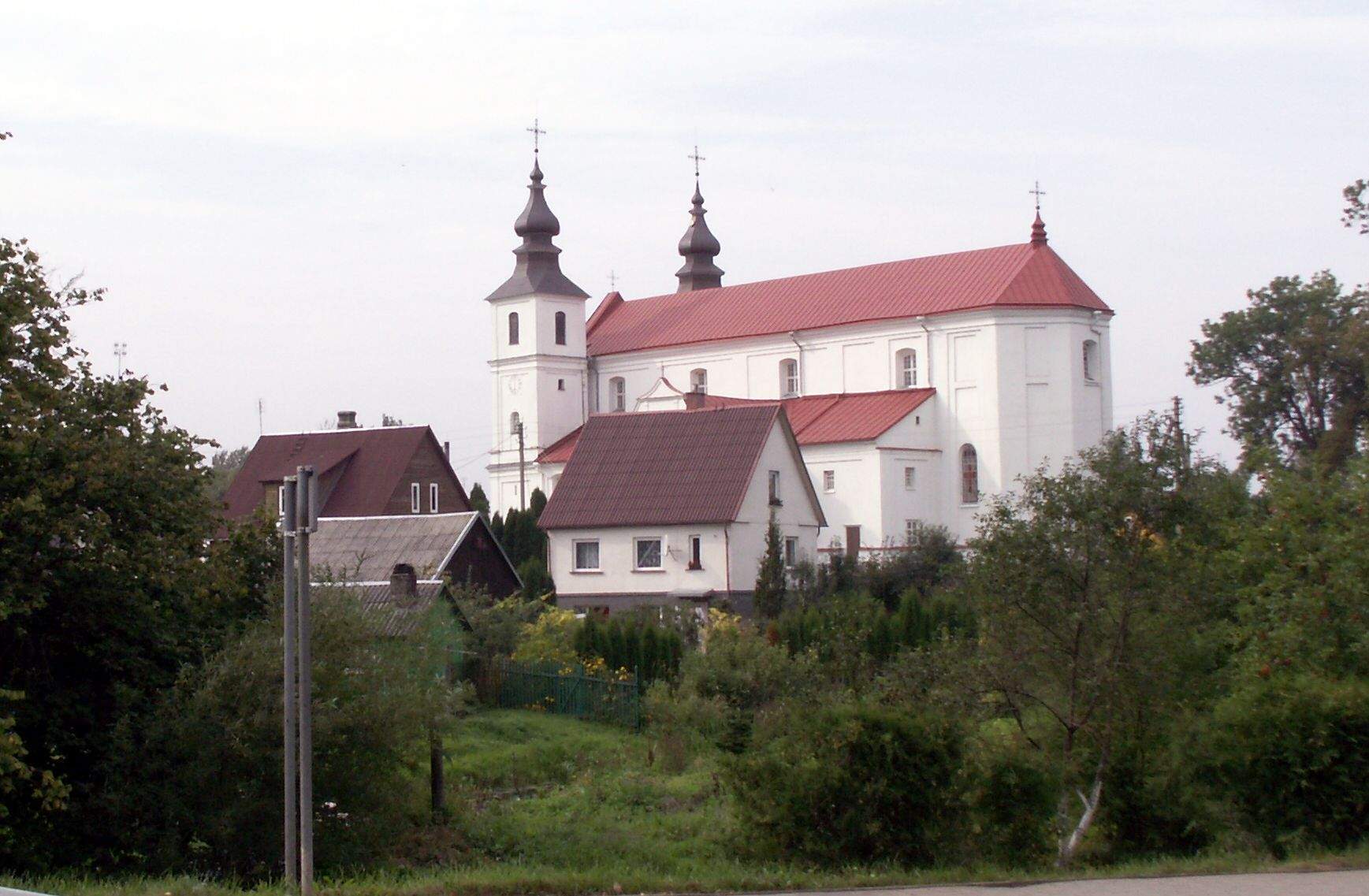
Catedral de Varnial

Hi ha tres esglésies catòliques, també el Museu Episcopal de Samogítia (Bisbat de Samogítia). Entre 1850 i 1864 a Varniai va viure el famós bisbe lituà Motiejus Valančius. La ciutat va ser esmentada per primera vegada en documents escrits el 1350 amb el nom de Medininkai. Als segles XIV i XV va ser camp de batalla entre samogitis i l'Orde Teutònic. El 1416 va ser construïda la primera església i un any més tard es va crear la primera diòcesi. La primera catedral al voltant de 1464. Aquí van aconseguir educació famosos escriptors lituans com a Motiejus Valančius, Antanas Baranauskas, Antanas Strazdas i d'altres. Durant segles l'avui petita ciutat de Varniai ha estat considerada ciutat i capital de la Samogítia.